# واشینگتن بورو (پنسلوانیا)
واشینگتن بورو (به انگلیسی: Washington Boro) یک منطقهٔ مسکونی در ایالات متحده آمریکا است که در شهرستان لنکستر، پنسیلوانیا واقع شده‌است. واشینگتن بورو ۷۲۹ نفر جمعیت دارد.